# Malcolm's Echo
Pour plus de détails, voir Fiche technique et Distribution.
Malcolm's Echo: The Legacy of Malcolm X est un film documentaire américain réalisé par Dami Akinnusi en 2008, au sujet de l'héritage de Malcolm X,,,. Il reçoit en 2009 l'Africa Movie Academy Award du meilleur film documentaire, conjointement avec Pour le meilleur et pour l'oignon.

## Récompenses et nominations
- Africa Movie Academy Award du meilleur film documentaire 2009.